# Schloss Rhäzüns
Das Schloss Rhäzüns (rätoromanisch Chastè da Razén)  liegt im Osten der Gemeinde Rhäzüns im Kanton Graubünden.

## Lage

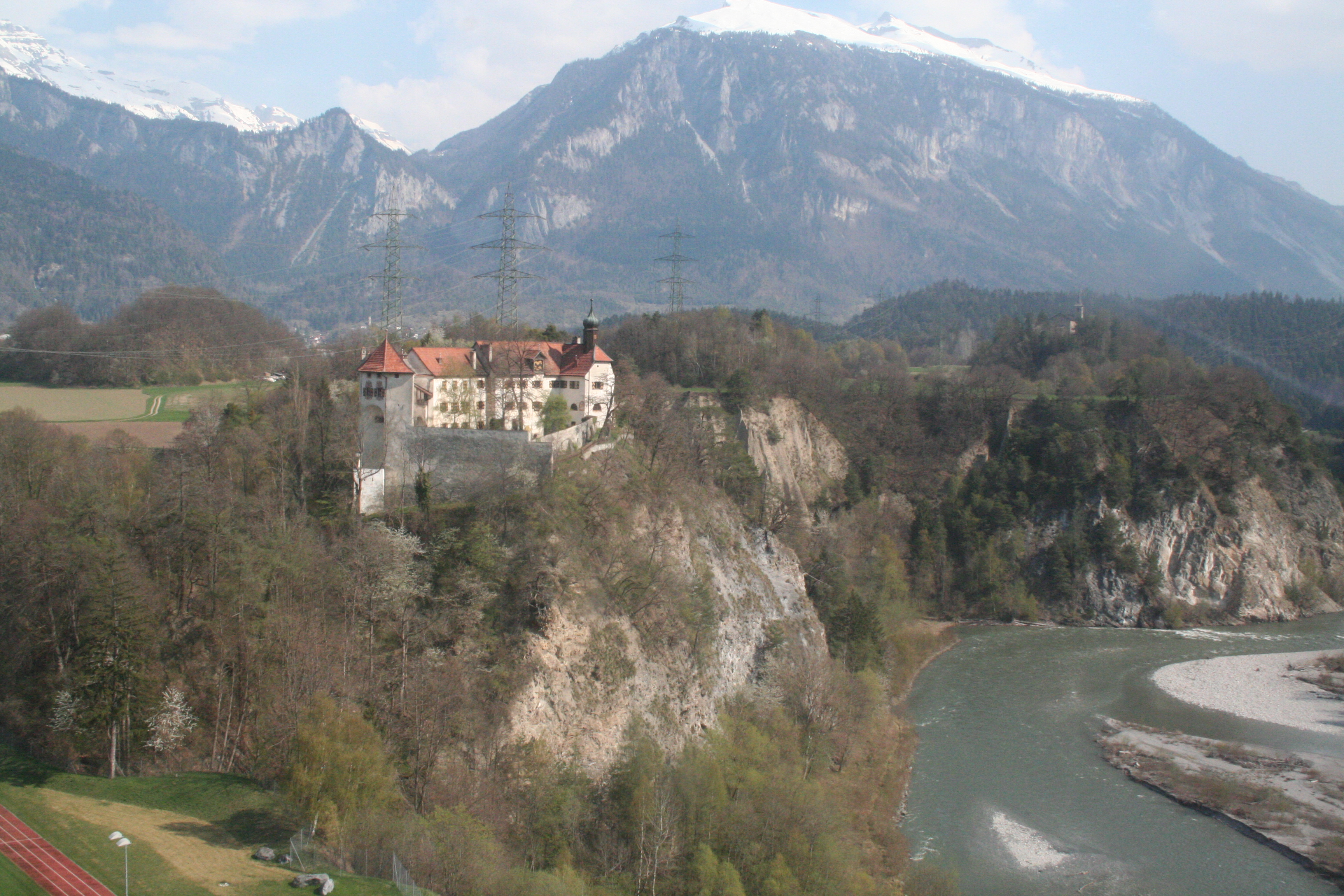
Lage über dem Hinterrhein

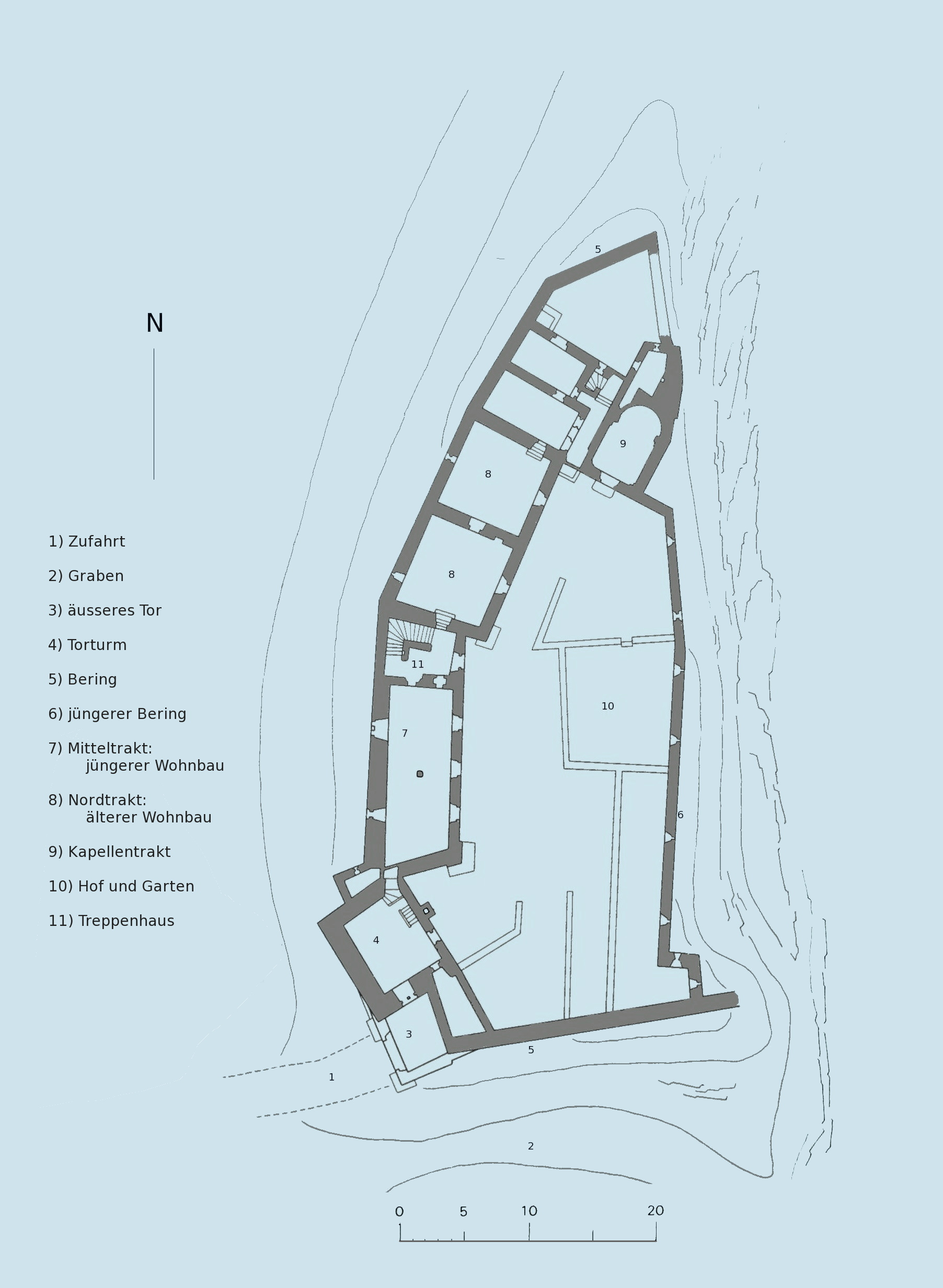
Plan der Anlage

Das Schloss liegt am Unterlauf des Hinterrheins vor dessen Zusammenfluss mit dem Vorderrhein auf einem markanten Plateau der Bonaduzer Formation (Kiese u. ä.) und einem Kern aus verfrachteten Kalksteintrümmern des Taminser Bergsturzes von 65 m Länge und 25 m Breite. Gegen Osten fällt das Gelände steil gegen den Rhein ab. Der Zugang über den künstlich erweiterten Graben erfolgt über einen um 1700 aufgeschütteten Damm von Südwesten her. Der ursprüngliche Zugang erfolgte entweder über eine Brücke oder eine steile Rampe.

## Bau
Die Hauptgebäude sind auf der Innenseite einer von Nord nach Süden verlaufenden Ringmauer angelehnt. Die Mauer verläuft an ihren Enden ins Leere und umfasste einst eine grössere Anlage. Die Ostseite wird durch eine schwächere Mauer mit Schiessscharten für Handfeuerwaffen aus dem 16. Jahrhundert begrenzt.
Der eigentliche Gebäudekomplex besteht aus zwei rechteckigen Wohntrakten und dem Kapellentrakt an der Nordwestecke. Der nördliche Trakt mit Wandmalereien mit Motiven aus der Tristansage stammt aus der zweiten Hälfte des 14. Jahrhunderts. Türen, Fenster und Dach sind aus dem 16. Jahrhundert oder jünger. Der langgezogene Zwischentrakt  wurde im ausgehenden 16. Jahrhundert unter Johannes Planta von Wildenberg gebaut. An Plantas Bautätigkeit erinnern eine Inschrift über der Tür des Mitteltraktes und sein Wappen mit Initialen und der Jahreszahl 1592 an der Aussenwand gegen den Hof. Johannes Planta wurde 1572 anlässlich eines Volksgerichts enthauptet.
Eine letzte grosse Ausbauphase stammt aus der Zeit um 1700, als der äussere Torbau und der Kapellentrakt entstanden. Eine Kapelle schien jedoch schon vorher bestanden zu haben, denn 1396 wird ein Burgkaplan erwähnt. Das Ziegeldach ist neuzeitlich. Grössere Renovationen erfolgten 1927/28.
Aus der Topographie des Hügels lässt sich schliessen, dass grosse Teile der ursprünglichen Anlage abgestürzt sein müssen. Unterlagen aus dem 16. Jahrhundert bestätigen die Niederlegung eines gefährdeten Rundturmes an der äussersten Geländekante gegen den Rhein.
Bedeutende Umbauten erfolgten in der zweiten Hälfte des 16. Jahrhunderts. 1553 wurde der nördliche Hauptturm niedergelegt und vielleicht auch gleichzeitig die östliche Partie preisgegeben und die heutige Ostmauer errichtet. Die Innenausstattung des Schlosses ist weitgehend nachmittelalterlich.

## Geschichte

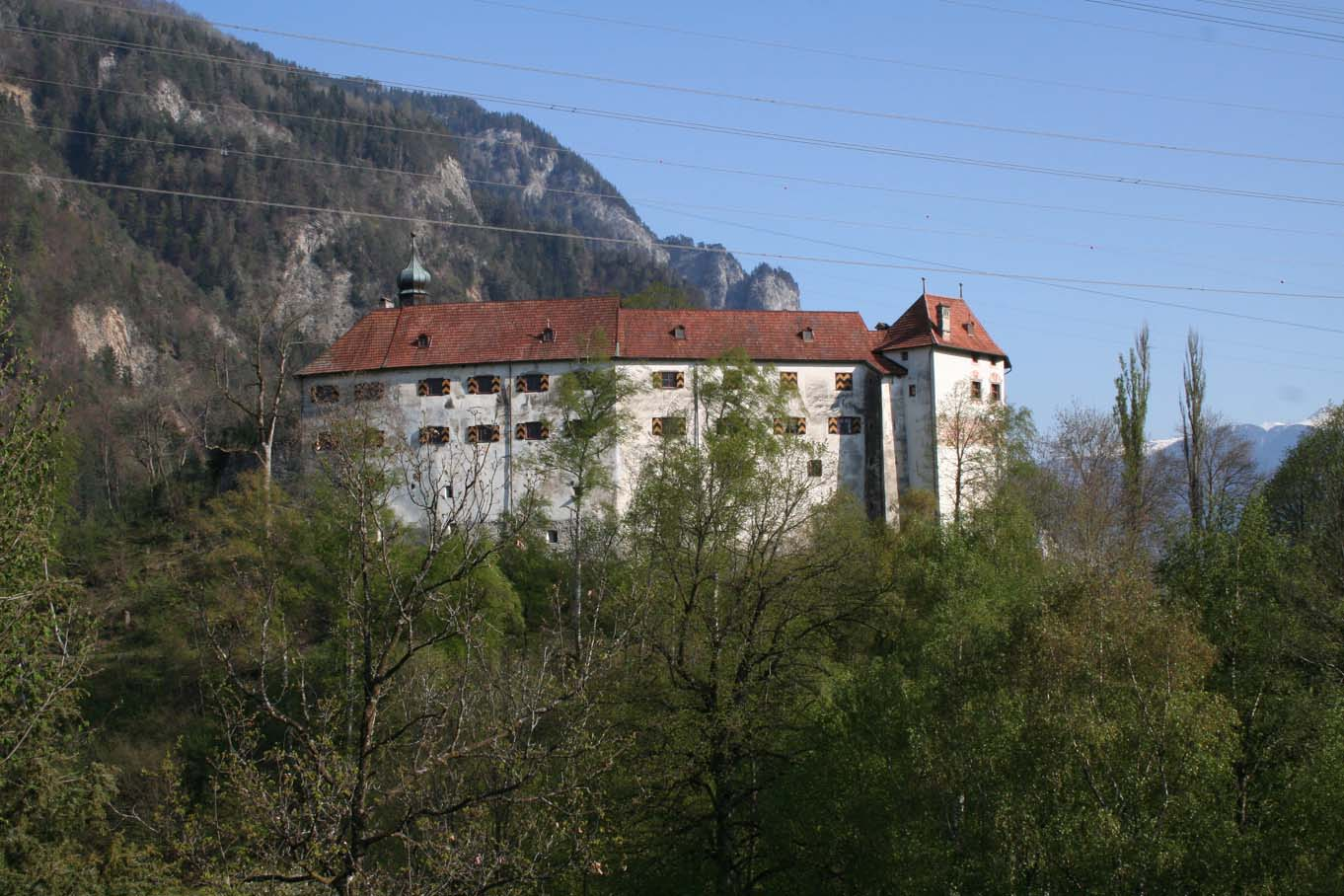
Ansicht von Westen

Wann die Anlage, bzw. deren Vorgängerbauten errichtet worden sind, ist nicht bekannt. Vermutlich existierte bereits im 10. Jh. eine Burganlage an der Stelle des heutigen Schlosses; in Urkunden der Kaiser Otto I. und Otto II. wird in den Jahren 960 und 976 ein castellum Beneduces et Rezunnes erwähnt.
Der erste nachweisliche Vertreter der Freiherren von Rhäzüns war Arnoldus de Ruzunne, der 1137/39 in den Gamertinger Urkunden erwähnt wird. Die erste urkundliche Erwähnung der Burg Rhäzüns selber erscheint in einer Verkaufsurkunde des Klosters Disentis aus dem Jahr 1282. Nach dem Tod des letzten Rhäzünsers Georg 1459 entstand ein langer Erbfolgestreit zwischen den Grafen Hohenzollern-Hechingen von Zollern und den Werdenbergern. 1461 fiel die Burg durch einen Schiedsspruch an die Zollern, welche sie 1437 an Conradin von Marmels verpfändeten. Durch einen Tausch gegen die Herrschaft Haigerloch gelangte sie 1497 in den Besitz Maximilians I., da dieser an einer strategisch wichtigen Stelle interessiert war. Pfandinhaber blieben jedoch die Marmels, die am Schloss verschiedene Ausbauten vornahmen; so wurden etwa Gefängnisse und Badestuben eingerichtet. Im Schwabenkrieg wurde Rhäzüns im Mai 1499 von den Bündnern besetzt, nach Friedensschluss aber wieder an die Marmels zurückgegeben.
Nach dem Tod Hans’ von Marmels, 1553, wechselte Rhäzüns bis 1695 mehrere Male den Besitzer. Als Pfandinhaber folgten Bartholomäus von Stampa und 1558 Johannes von Planta, später kam es durch Heirat von dessen Tochter Anna an ihren Gemahl Rudolf von Schauenstein, danach an ihren Bruder Johann von Planta. 1674 war Rhäzüns im Pfandbesitz von Johann Travers von Ortenstein, Sohn des Rudolf von Travers und der Lucrezia von Planta, einer Tochter des Pompejus Planta.
1695 nahm Österreich die Herrschaft an sich und liess sie durch Beamte verwalten. Damit wurde eine Integration der Herrschaft Rhäzüns in die Politik der Drei Bünde verhindert. Am 29. Dezember 1809 kam die Herrschaft von Österreich an Frankreich. Nach dem Zusammenbruch des napoleonischen Reiches kam Rhäzüns 1814 vorerst wieder an Österreich und wurde 1815 im Wiener Kongress dem Kanton Graubünden zugeschlagen. Die feierliche Übergabe an den Kanton fand am 19. Januar 1819 im Landrichtersaal auf Schloss Rhäzüns statt. Die Herrschaftsrechte der Gemeinden kamen an den Kanton und das Schloss wurde Privatbesitz.
Erworben hatte es der letzte habsburgische Administrator, der Arzt und Landrichter Georg Anton Vieli. Im Besitz seiner Familie blieb es bis 1927. Anfangs der 1850er Jahre richtete Pater Theodosius Florentini eine Mädchenschule darin ein, die 1854 nach Rorschach verlegt wurde. Nachdem der Pächter der Güter noch darin gewohnt hatte, stand das Schloss leer und begann zu zerfallen.
Am 11. Dezember 1926 wurde es von der «Gemeinnützigen Genossenschaft für Auslandschweizer Ferienheim Rhäzüns» gekauft und umfassend renoviert. 1929 wurde unter der Mitwirkung von «Pro Campagna», einer schweizerischen Organisation zur Pflege ländlicher Bau- und Wohnkultur, ein Ferienlager für Auslandschweizer durchgeführt. Durch den Ausbruch des Krieges wurden diese Lager verunmöglicht und das Schloss kam 1942 wieder in Besitz der Familie Vieli. 1964 wurde das Schloss von der Ems-Chemie AG gekauft und von Christoph Blocher auf Lebzeit gemietet.